# Ипуть (Гордеевский район)
И́путь — посёлок в Гордеевском районе Брянской области, в составе Творишинского сельского поселения. Расположен в 3 км к югу от села Творишино, на левом берегу Ипути. Население — 12 человек (2010).

## История
Возник в конце XIX века как хутор Ипутский, входил в Гордеевскую волость. С 1920-х гг. до 2005 — в составе Творишинского сельсовета.

## Население
| Годы      | 1892 | 1926 | 1979 | 1989 | 2002 | 2010 |
| --------- | ---- | ---- | ---- | ---- | ---- | ---- |
| Население | 33   | 72   | 40   | 29   | 18   | 12   |